# مسجد نيامي الكبير
مسجد نيامي الكبير أحد مساجد مدينة نيامي في النيجر .

## نظرة عامة
مسجد نيامي الكبير هو مسجد إسلامي في مدينة نيامي عاصمة النيجر، يعد المسجد أكبر مسجد في المدينة، ويقع على طول شارع الإسلام، مول بناء مسجد نيامي الكبير بأموال أتت من قبل ليبيا، ويتميز المسجد بمئذنة يبلغ طولها 171 متر من الأعلى إلى الأسفل.

## وصلات خارجية
- البوم صور مسجد نيامي الكبير
- موقع مسجد نيامي الكبير على الخريطة